# Ulica Krańcowa w Lublinie
Ulica Krańcowa w Lublinie – arteria komunikacyjna w Lublinie o długości 1,4 km. Stanowi część obwodnicy miejskiej. Łączy ona dzielnicę Dziesiąta i Kośminek z Tatarami i prowadzącą na wschód aleją W. Witosa. Ulica jest na większości długości dwupasmowa, a od 2011 roku jej przedłużeniem w kierunku Wrotkowa jest ul. Dywizjonu 303 wraz z ul. Wyścigową od 2019 r. Ulica zakończona jest rondem im. Eugeniusza Kasprzaka, które przebiega nad głównym biegiem al. Witosa. Wzdłuż Krańcowej położone są przede wszystkim bloki, a także kilka lokali usługowych i targ. 
Istnieje też druga, 700-metrowa uliczka nazwana Krańcową, o znaczeniu lokalnym, prowadząca od okolic ul. Kunickiego nad Czerniejówką do ślepego końca.

## Komunikacja miejska
Ulicą Krańcową kursują następujące linie autobusowe i trolejbusowe MPK Lublin: 
- na całej długości: 50;
- od ul. Długiej do Drogi Męczenników Majdanka: 16, 21, 157;
- od ronda im. E. Kasprzaka do Drogi Męczenników Majdanka: 7, 14, 47, 55, N2 (nocny).